# Jurinia discolor
Jurinia discolor là một loài ruồi trong họ Tachinidae.